# معبد جودو (شهر یوکوسوکا)

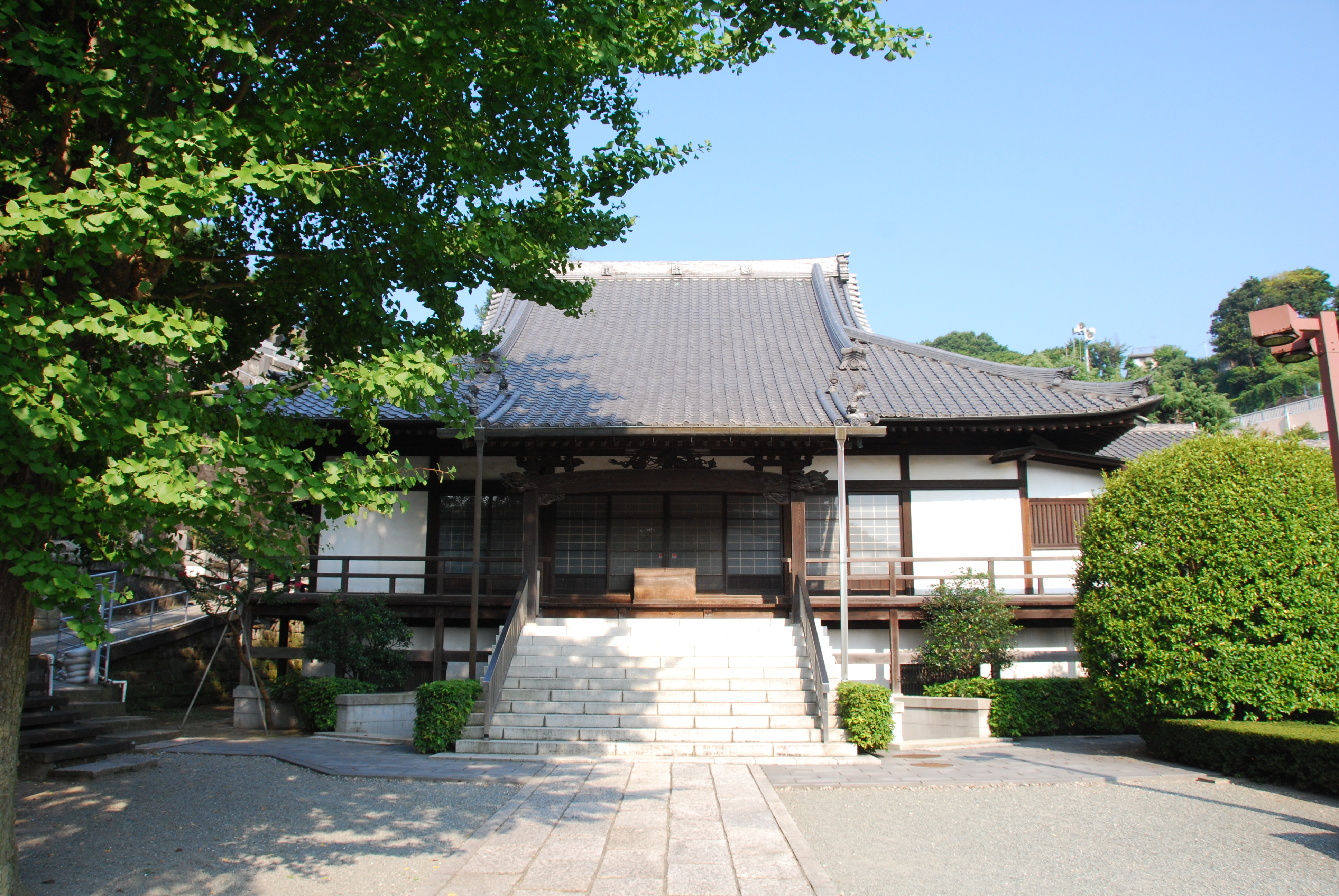
نمای معبد جودو

معبد جودو (به ژاپنی: 安針塚 あんじんづか) در استان کاناگاوا شهر یوکوسوکا، کاناگاوا بخش نیشی همی چو ja:西逸見町 واقع است است. این معبد، معبد خانوادگی آنجین میئورا یا ویلیام آدامز (دریانورد) یک دریانورد بریتانیایی است که در اوایل دوره ادو به ژاپن آمد و به عنوان مشاور دیپلماتیک توکوگاوا ایه‌یاسو خدمت کرد. کاهن اعظم فعلی میچیو ایتسومی است.
طبق تاریخچه ای که در معبد به دست آمده‌است، در ۲۹ اوت ۱۶۱۵، «کل دهکده و مردم آن راهب شدند.» ارباب فئودال در آن زمان آنجین میورا بود و این مصادف است با این واقعیت که او جودوجی را معبد خانوادگی خود می‌دانست. سالن اصلی در سال اول جنروکو (۱۶۸۸) در اثر آتش‌سوزی آسیب دید، اما در سال دوم شوتوکو (۱۷۱۲) بازسازی شد و تا به امروز ادامه دارد. در پایان دوران شووا، کار مقاومت در برابر زلزله، تقویت فونداسیون و تعمیرات تکمیل شد.